# Vyšná Jedľová
Vyšná Jedľová (in ungherese Felsőfenyves) è un comune della Slovacchia facente parte del distretto di Svidník, nella regione di Prešov.